# أجوك (أسطورة)
أجوك (بالإنجليزية: Ajok)‏ في الأساطير الأفريقية أجوك هو رب اللوتوكو، وهو شعب من السودان. والمعتقد أنه محسن، وذلك إذا التزم الناس بعبادته. والنزاع العائلي إشارة إلى أن الموت سوف يدخل الأسرة. وهناك قصة رويت أن أما لوتوكية رجت أجوك أن يعيد ابنها الميت إلى الحياة. واضطر بعد تضرعها أن يعيده، لكن زوج المرأة غضب وأنبها على ذلك، وقتل الطفل. فأعلن أجوك منذ ذلك الوقت أنه لا أحد من اللوتوكو سوف يعود من الموت، وأن الموت الدائم سوف يكون من حظ شعبه.